# Firmin Lambot

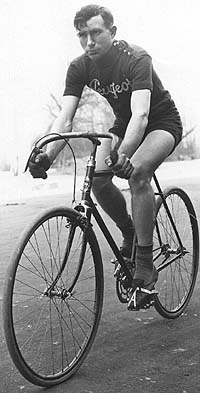
Firmin Lambot

Firmin Lambot (* 14. März 1886 in Florennes; † 19. Januar 1964 in Borgerhout) war ein belgischer Radrennfahrer.
Erst zum Ende seiner Karriere konnte Lambot seine größten Erfolge feiern: 1919 und 1922 gewann er die Tour de France. Bei seinem zweiten Sieg war er 36 Jahre alt und ist bis heute der älteste Sieger dieses Rennens.
Lambot galt nicht als begnadeter Radrennfahrer, lediglich durch seine Zähigkeit und seine Kämpfernatur konnte er fehlende Klasse wettmachen. So ließen sich die Pélissier-Brüder darüber aus, dass die Tour de France 1919 – möglicherweise eine Anspielung auf deren Sieger Firmin Lambot – eine Tour der Ackergäule und der grobschlächtigen Arbeitstiere gewesen sei.

## Lambot bei der Tour
- Tour 1911: 11. Platz
- Tour 1912: 18. Platz
- Tour 1913: 4. Platz (ein Etappensieg)
- Tour 1914: 8. Platz (ein Etappensieg)
- Tour 1919: Sieger (ein Etappensieg)
- Tour 1920: 3. Platz (2 Etappensiege)
- Tour 1921: 9. Platz (ein Etappensieg)
- Tour 1922: Sieger
- Tour 1923: Aufgabe
- Tour 1924: Aufgabe